# Сан Посидонио (Модена)
Сан Посидонио (итал. San Possidonio) је насеље у Италији у округу Модена, региону Емилија-Ромања.
Према процени из 2011. у насељу је живело 3129 становника. Насеље се налази на надморској висини од 21 м.

## Становништво
Према резултатима пописа становништва 2011. у општини је живело 3.621 становника.
| 1931. | 1936. | 1951. | 1961. | 1971. | 1981. | 1991. | 2001. | 2011. |
| ----- | ----- | ----- | ----- | ----- | ----- | ----- | ----- | ----- |
| 4.463 | 4.584 | 4.569 | 4.019 | 3.378 | 3.306 | 3.339 | 3.500 | 3.621 |